# Milo (bevanda)

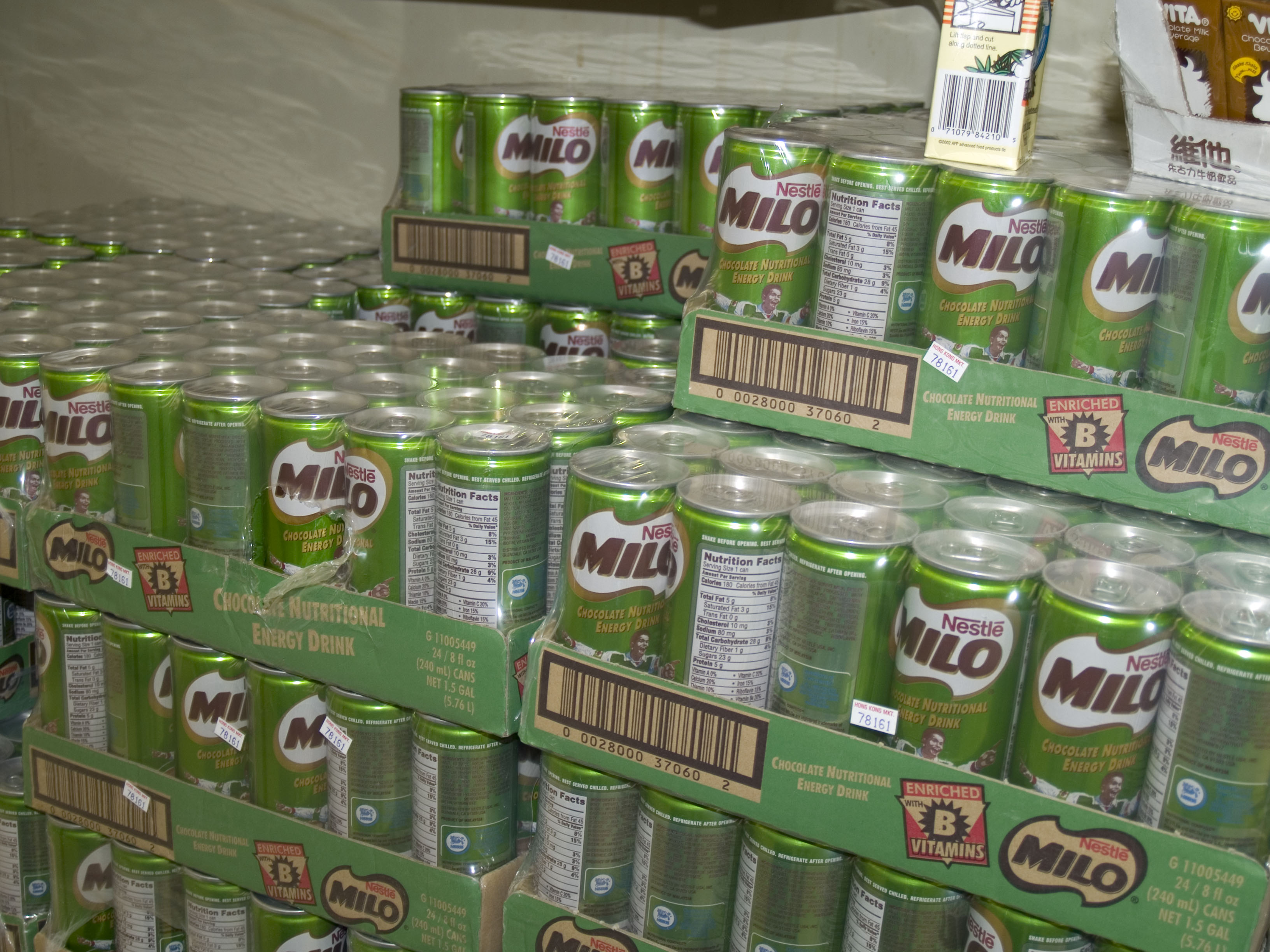
Milo in lattine

Il Milo è una bevanda a base di cioccolata e malto in polvere mischiata con acqua calda e latte molto diffusa in Australia, Papua Nuova Guinea, Filippine, Nuova Zelanda, Malaysia, Singapore, Thailandia, Giappone,  Sudafrica e Colombia.
Prodotto da Nestlé, Milo fu originariamente sviluppato da Thomas Mayne a Sydney, in Australia, nel 1934.